# Drino aureocauda
Drino aureocauda là một loài ruồi trong họ Tachinidae.